# Pfarrkirche Kollweiler
Die Pfarrkirche Kollweiler ist eine protestantische Kirche, die im Jahre 1475 errichtet wurde. Sie befindet sich in Kollweiler in Rheinland-Pfalz.

## Geschichte
Die Gemeinde wollte wegen der zu weiten Entfernung von ihrer Pfarrkirche und als Zufluchtsstätte vor bösen Leuten im eigenen Dorf eine Kapelle bauen. Pfalzgraf Ludwig von Zweibrücken erteilte hierfür ein Sammelpatent auf fünf Jahre. Die Wohltäter der Kapelle sollten der großen Gnaden und Ablässe teilhaftig werden, womit die Pfarrkirche zu Reichenbach von Päpsten und Bischöfen ausgestattet war. Dies war der Beginn der Kirche in Kollweiler, die im Jahre 1475 fertiggestellt wurde. Diese kleine Kirche auf einer Anhöhe war zuerst nur eine Kapelle und wurde im gotischen Stil erbaut. Während des Dreißigjährigen Krieges wurde die Kapelle 1634–1638 zerstört, der Wiederaufbau erfolgte in den Jahren 1679–1694.
Die Kapelle wurde 1709 durch ein Kirchenschiff auf die heutige Form erweitert. In einem Einladungsschreiben zur Einweihung der Kirche Kollweiler an die evangelisch-lutherischen Pfarrer der Umgebung zur Einweihung vom 12. September 1710 heißt es:

„Kommenden Michaelis alß den 29. Septembris wird die neureparirte Capell zu Collweyler eingeweihet und zum ersten mahl solenner Gottesdienst darin gehalten werden, dazu die Herrn Confratres mit Ihren Kirchenvorstehern und Schuldienern hiemit sämptlich invitiret werden und weilet man sonderlich begehret daß alle Einwohner Evangelischer Religion auß allen Pfarreyen, sonderlich die Vorsteher und das junge Volck sich bey dieser Einweihung einstellen sollen, alß soll selbiger Tag in kleiner kirch Gottesdienst gehalten werden, sondern den Pfarrkindern in jeder pfarrei den Sontag vorher publice verkündiget werden, daß sie sich auf Michaelistag precise um 8 Uhr zu Collweyler bey Einweyhung daiger Capell einfinden sollen. Ich werde die Amptspredigt halten. Herr Pfarrer Schmied soll ein Taufactum, wenn es anderst seyn kann halten und deswegen sich auf einen kurtzen Sermon präparieren. Herr Pfarrer Waltz soll die Kinder confirmieren und das Heilige Abendmahl nebst mir diesen Kindern außteilen, da er auch zuvor einen kurzen Sermon zu halten hat. Herr Pfarrer Liernour aber soll den actum Copulationis, wenn er auch vorher einen kurtzen Sermon wird gehalten haben, verrichten: weilen also die herrn Confrates ein jeder in seinem theil alles veranlassen, damit alles bey diesem solenne actui wie ob begehret und secundum ordinem et decenter hergehet. Ich aber verharre Lauterecken den 12. Septembris 1710 meiner hochwürdigen Herrn Amptsbrüder dienst und gebehtsschuldiger Diener

Oberheim P. et Insp. Mpp.

P.S. Die Herren Confratres haben wegen der tauff miteinander zu conferiren, sollte etwan in der Pfarr Reichenbach zu der zeit kein Kind zu tauffen seyn, und in einer andern Pfarrey eines zu tauffen werde, so muß selbiges nach Collweyler getragen werden. Item: man hat genau darauff zu sehen, das vornemlich die Vorsteher der Kirchen mit Mänteln und das junge volck von beyderley geschlecht sich einfindet.“

Der Gottesdienst in den beiden Kirchen Jettenbach und Kollweiler wurde bereits im 18. Jahrhundert wechselweise gehalten. In einem „Extractus Protocolli“ des Kurpfälzischen Evangelisch-Lutherischen Konsortiums in Heidelberg heißt es unter dem 21. Juni 1781 dazu:

„Die Gemeinde Kollweiler bittet, den künftigen Pfarrer anzuweisen, den dortigen Gottesdienst nach dem alten herkommen alle acht Tage wechselweise zu versehen. Wären der Successor aus dem angeführten Gründen und zu Beibehaltung guten Einverständnisses zwischen den beiden Gemeinden hienach anzuweisen“

Die Kirche wurde 1894 einer umfassenden Erneuerung unterzogen, um eine Orgel aufzustellen. Hierfür wurde die nur zwei Meter hohe Empore und damit die Decke auf vier Meter erhöht. Im Januar 1895 wurde die Orgel aufgebaut, die die Firma Walcker aus Ludwigsburg zum Preis von 1.836 Mark liefert. Die Kosten für die Baumaßnahme wurden durch Spenden der Gemeindegliede und die Kultusumlage aufgebracht. Orgel und Empore wurden seitdem über eine Außentreppe am heutigen Kircheneingang erreicht.
1905 reparierte die Kirchengemeinde das Gebäude nochmals mit einem Kostenaufwand von 3.200 Mark und brachte sie wieder in einen würdigen Zustand. Bei der Erneuerung 1952 und der Generalsanierung im Jahr 1972 aus Anlass der 500-Jahr-Feier wurde die Kirche grundlegend in den Zustand von 1709 zurückversetzt. Hierbei wurde auch die irreparable Orgel durch ein Harmonium ersetzt. Letztmals wurde die kleine Kirche im Herbst 2003 mit einem Kostenaufwand von 150.000 Euro innen und außen renoviert. Hierbei wurde der Hang hinter der Kirche mit einer Stützmauer versehen, damit das Wasser nicht permanent in die Mauern dringt.

## Glocken
Im Turm hängen drei Glocken mit den Schlagtönen dis, fis und f. Die Glocken sind aus Kupfer, Zinn und Bronze und wiegen 188, 89 und 95 kg. Eine mittelalterliche Glocke unbekannter Herkunft trägt die Aufschrift:
„AD 1475 O Rex Gloriae Christe veni cum pace“
Eine von Christoph Klein in Zweibrücken gegossene Glocke hat die Inschrift:
„1759 Heilig Heilig Heilig ist der Herr Zebaoth“